# Pfauenspinner
Die Pfauenspinner (Saturniidae), auch Augenspinner, sind eine Familie der Schmetterlinge (Nachtfalter). Sie kommen weltweit mit etwa 1500 Arten vor, in Europa findet man davon 10.

## Merkmale
Mit Flügelspannweiten von 25 bis 300 Millimetern finden sich in dieser Familie die größten Schmetterlinge weltweit. Der Atlasspinner (Attacus atlas) hat mit über 400 cm² die größte Flügelfläche unter den Schmetterlingen. Der Kometenfalter (Argema mittrei) aus Madagaskar und der Königin-Alexandra-Vogelfalter (Ornithoptera alexandrae), der allerdings zur Familie der Ritterfalter gehört, zählen zu den Schmetterlingen mit der größten Flügelspannweite. Auffällig bei vielen Arten sind neben der bunten Färbung je ein Augenfleck auf den Vorder- und Hinterflügeln. Diese dienen dazu, Fressfeinde abzuschrecken. Männchen und Weibchen unterscheiden sich je nach Art mehr oder weniger, wobei ein Unterscheidungsmerkmal die Fühler sind, die bei den Männchen sehr große Dimensionen annehmen können und gefiedert sind. Es gibt aber auch Arten, bei denen die Weibchen gefiederte Fühler haben.
Die Raupen der Pfauenspinner variieren stark in Form, Größe und Farbe. Es gibt glatte, behaarte und mit Fortsätzen und Dornen bedeckte Raupen. Sie ernähren sich überwiegend von Blättern von Laubbäumen und Sträuchern.

## Verbreitung
Die meisten Arten leben in den tropischen und subtropischen Regionen, die Familie kommt aber weltweit vor. Manche Arten wurden zur Seidenzucht durch den Menschen verbreitet.

## Lebensweise
Die meisten der nachtaktiven Falter leben in einer Generation pro Jahr, es gibt aber auch Arten mit zwei Generationen. In diesem Fall verpuppen sich die Frühlings- und Sommergenerationen schon nach wenigen Wochen, die Herbstgeneration legt über den Winter eine Diapause ein, bevor sie im Frühling als Falter schlüpft.
Die Imagines der Pfauenspinner können mit ihren verkümmerten oder nicht ausgebildeten Verdauungssystemen und Mundwerkzeugen keine Nahrung aufnehmen. Sie zehren von gespeichertem Fett aus der Raupenphase. Ihr Leben ist auf ihre Reproduktion gerichtet; sie sterben schon nach wenigen Tagen bis einer Woche, nachdem sie sich fortgepflanzt haben.

## Entwicklung
Die Weibchen schlüpfen bereits mit voll ausgebildeten Eiern und beginnen schon bald nach dem Schlupf Männchen durch Pheromone, die sie aus speziellen Drüsen aussondern anzulocken. Die Männchen können die Duftstoffe mit ihren großen Antennen über Kilometer hinweg riechen und legen auch in einer Nacht mehrere Kilometer zurück, um das geortete Weibchen zu finden. Die Weibchen warten in der Zwischenzeit und fliegen nicht. Nach der Paarung legt das Weibchen je nach Art bis zu 200 Eier auf die Blätter der Wirtspflanze.
Bis zur Verpuppung häuten sie sich in der Regel sechs Mal. Diese erfolgt in einem aus Seide, zwischen Blättern oder am Boden gesponnenen Kokon. Nur wenige Arten wie z. B. Citheronia regalis und Eacles imperialis verpuppen sich in einer gegrabenen Kammer knapp unter der Erde.

## Wissenswertes
Von den Kokons vieler Pfauenspinnerarten kann Seide gewonnen werden. Deswegen werden die Falter in manchen Ländern gezüchtet, was auch der Grund ist, warum manche, wie der Japanische Eichenseidenspinner (Antheraea yamamai), in Europa eingeführt wurden. Die europäische Zucht wurde aber eingestellt. Beispielsweise gewinnt man die Fagaraseide aus den Kokons des Atlasspinners. Diese bestehen aber nicht aus einem langen, sondern vielen kurzen Fäden.

## Systematik
Die Familie umfasst weltweit etwa 1500 Arten in 165 Gattungen und 9 Unterfamilien. Im Folgenden werden die wichtigsten Gattungen der Unterfamilien sowie sämtliche in Europa auftretenden Gattungen und Arten gelistet. Die in Mitteleuropa verbreiteten Arten sind durch die jeweiligen Länderkürzel (A, CH, D) gekennzeichnet.
- Unterfamilie Oxyteninae (3 Gattungen, 35 Arten)
  - Gattung Homoeopteryx
  - Gattung Oxytenis
  - Gattung Asthenidia
- Unterfamilie Cercophaninae (4 Gattungen, 10 Arten)
  - Gattung Janiodes
  - Gattung Microdulia
  - Gattung Neocercophana
  - Gattung Cercophana
- Unterfamilie Arsenurinae (10 Gattungen, 60 Arten)
  - Gattung Almeidaia
  - Gattung Arsenura
  - Gattung Copiopteryx
  - Gattung Paradaemonia
- Unterfamilie Ceratocampinae (27 Gattungen, 170 Arten)
  - Gattung Adeloneivaia
  - Gattung Anisota
  - Gattung Citheronia
  - Gattung Eacles
  - Gattung Ptiloscola
  - Gattung Schausiella
  - Gattung Syssphinx
- Unterfamilie Hemileucinae (51 Gattungen, 630 Arten)
  - Gattung Automeris
  - Gattung Cerodirphia
  - Gattung Coloradia
  - Gattung Dirphia
  - Gattung Dirphiopsis
  - Gattung Gamelia
  - Gattung Hemileuca
  - Gattung Hylesia
  - Gattung Leucanella
  - Gattung Lonomia
  - Gattung Meroleuca
  - Gattung Molippa
  - Gattung Ormiscodes
  - Gattung Paradirphia
  - Gattung Periga
  - Gattung Periphoba
  - Gattung Pseudautomeris
  - Gattung Pseudodirphia
- Unterfamilie Agliinae (1 Gattung, 3 Arten)
  - Gattung Aglia
    - Nagelfleck (Aglia tau Linnaeus, 1758) A, CH, D
- Unterfamilie Salassinae (1 Gattung, 12 Arten)
  - Gattung Salassa
- Unterfamilie Ludiinae (8 Gattungen, 80 Arten)
  - Gattung Goodia
  - Gattung Ludia
  - Gattung Micragone
  - Gattung Orthogonioptilum
- Unterfamilie Saturniinae (59 Gattungen, 480 Arten)
  - Gattung Actias
  - Gattung Antheraea
    - Japanischer Eichenseidenspinner (Antheraea yamamai Guérin-Méneville, 1861) A
    - Chinesischer Eichenseidenspinner (Antheraea pernyi Guérin-Méneville, 1855)

  - Gattung Attacus
  - Gattung Bunaea
  - Gattung Bunaeopsis
  - Gattung Caligula
  - Gattung Copaxa
  - Gattung Cricula
  - Gattung Coscinocera
  - Gattung Decachorda
  - Gattung Epiphora
  - Gattung Gonimbrasia
  - Gattung Graellsia
    - Isabellaspinner (Graellsia isabellae Graells, 1849) CH

  - Gattung Imbrasia
  - Gattung Lobobunaea
  - Gattung Loepa
  - Gattung Maltagorea
  - Gattung Opodiphthera
  - Gattung Perisomena
    - Perisomena caecigena (Kupido, 1825)

  - Gattung Pseudobunaea
  - Gattung Rothschildia
  - Gattung Samia
    - Götterbaum-Spinner (Samia cynthia Drury, 1773) A, CH

  - Gattung Saturnia (Nachtpfauenaugen)
    - Wiener Nachtpfauenauge (Saturnia pyri [Denis & Schiffermüller], 1775) A, CH
    - Kleines Nachtpfauenauge (Saturnia pavonia Linnaeus, 1758) A, CH, D
    - Südliches Kleines Nachtpfauenauge (Saturnia pavoniella Scopoli, 1763) A, CH, D
    - Mittleres Nachtpfauenauge (Saturnia spini [Denis & Schiffermüller], 1775) A

### Außereuropäische Arten (Auswahl)
- Atlasspinner (Attacus atlas Linnaeus, 1758)
- Gonimbrasia belina (Linnaeus, 1758)
- Actias luna (Linnaeus, 1758)
- Actias selene (Hübner, 1806)
- Actias dubernardi
- Samia canningi

## Belege